# Kabinett Trunk II
Das Kabinett Trunk II bildete vom 26. November 1925 bis 23. November 1926 die Landesregierung von Baden.
Am 25. Oktober 1925 fand die Wahl zum 2. badischen Landtag statt. In seiner 5. Sitzung vom 26. November 1925 wählte der Landtag die Minister und Staatsräte sowie den Staatspräsidenten und dessen Stellvertreter. Der ausscheidende Staatspräsident Hellpach hatte auch das Ministerium für Kultus und Unterricht geleitet, das nun Adam Remmele zusätzlich zum Innenministerium übernahm. Die Amtszeit des Staatspräsidenten und seines Stellvertreters betrug laut Verfassung ein Jahr.
| Amt                   | Name                                                   | Partei    |
| --------------------- | ------------------------------------------------------ | --------- |
| Staatspräsident       | Gustav Trunk                                           | Z         |
| Inneres               | Adam Remmele auch Stellvertreter des Staatspräsidenten | SPD       |
| Justiz                | Gustav Trunk                                           | Z         |
| Kultus und Unterricht | Adam Remmele                                           | SPD       |
| Finanzen              | Heinrich Köhler                                        | Z         |
| Staatsräte            | Ludwig Marum Josef Weißhaupt Emil Maier                | SPD Z SPD |